# Albert Hauet
Albert Hauet, né le 5 août 1867 à Boué (Aisne) et mort le 18 décembre 1941 à Pougues-les-Eaux (Nièvre), est un industriel et homme politique français.

## Biographie
Personnalité marquant de la vie politique axonaise sous la Troisième République, Albert Hauet a représenté l'Aisne à la Chambre des députés pendant plus de trente années, de 1906 à 1940.
Fils d'un industriel du textile, il succède à son père à la tête de l'entreprise familiale de filature, située en Thiérache. Élu maire de sa commune natale, le village de Boué, en 1904, il fait cette même année son entrée au conseil général de l'Aisne, étant élu du canton du Nouvion-en-Thiérache. Il conservera ces mandats jusqu'à sa mort.
En 1906, il représente aux législatives la gauche républicaine contre le sortant de droite nationaliste, le Comte Jean Caffarelli, qu'il bat assez nettement, réunissant 58 % des voix au second tour.
Inscrit au groupe de la Gauche Radicale, il intervient sur les problèmes agricoles, mais aussi sur ceux de l'enfance. Réélu en 1910 avec 66,8 % des voix dès le premier tour, où il distance notamment Jean Longuet, il rejoint ensuite le parti républicain, radical et radical-socialiste, sous les couleurs duquel il est réélu en 1914 (72 % des voix au premier tour).
À la chambre, il défend l'initiative de la création d'une commission des régions libérées, qui s'intéresse notamment à la situation de son département, rudement touché par la guerre.
Candidat sur la liste d'Union nationale, menée par Albert Forzy, en 1919, il est facilement réélu. Radical d'union nationale, il s'éloigne de la direction de son parti lorsque celle-ci conclut avec les socialistes le Cartel des gauches. En 1924, il mène ainsi une liste intitulée "union des gauches républicaines radicales et radicales-socialistes" contre celle qui rassemble le parti radical et la SFIO. Avec 19,7 % des voix, il est cependant réélu, mais seul de sa liste.
Élu président de la commission des comptes définitifs et des économies lors de cette législature, il conservera ce poste jusqu'en 1940.
Candidat officiel du parti radical dans sa circonscription en 1928, il retrouve le succès dès le premier tour (57,9 % des voix), tout comme en 1932 (57,3 %). Il est alors un des soutiens les plus convaincus à la politique extérieure défendue par Aristide Briand.
Réélu pour un dernier mandat en 1936 (64,1% des voix), il meurt en 1941 à l'âge de 74 ans.